# Erz (cantante)
Erz, pseudonimo di Salvatore Passaro (1967), è un cantante italiano.

## Biografia
Originario di Francavilla Fontana, cresce a Sesto San Giovanni, città che lascerà a 14 anni per ritornare nel Salento allo scopo di finire gli studi. Il suo pseudonimo riunisce in sé diversi significati: deriva dall'Hertz inteso come unità di misura della frequenza, dalla parola tedesca herz, nella sua accezione di "cuore", ma anche dal nome del cavaliere protagonista di una saga medievale.
Il suo primo album, intitolato semplicemente con il suo pseudonimo, esce nel novembre del 1994, a cavallo tra le due partecipazioni al Festival Musicultura: auto-prodotto, viene registrato a Londra con un budget assai limitato e riesce ad ottenere svariati passaggi su MTV, soprattutto con il singolo di punta Whore.
Il secondo disco, intitolato Radio Luxembourg, registrato a Napoli con la produzione dei Souled Out (poi Planet Funk) e comprendente il singolo Ma tu felicità, viene pubblicato nell'aprile del 1997 per l'etichetta discografica Universal.
Il 29 ottobre del 1999 è invece la volta di Desernauta, il suo terzo album, edito sempre dalla Universal.
Successivamente pubblica il singolo Once Upon a Time in Italy, distribuito gratuitamente tramite Internet. Segue un lungo silenzio artistico, interrotto soltanto nel 2006, anno in cui pubblica, con la sua etichetta discografica, Au bout du monde. Anche in questo caso il canale privilegiato per la sua diffusione sarà Internet (anche se pochissime copie saranno distribuite su supporto fisico, in alcuni megastore), tuttavia Salvatore Passaro deciderà, da questo momento in poi, di utilizzare il proprio vero nome, accantonando momentaneamente lo pseudonimo Erz.
Nel 2007 lascia Milano per fondare in Puglia Santa Maria del Sole, un villaggio dedicato allo yoga e alla crescita personale, nato dalla ristrutturazione di una masseria abbandonata nelle campagne di Martina Franca. Questo è attualmente un centro internazionale per gli yogi.
Nel 2010 esce il nuovo singolo LazarusFenderDream.

## Discografia

### Album
- 1994 - Erz
- 1997 - Radio Luxembourg
- 1999 - Desernauta
- 2006 - Au bout du monde come Salvatore Passaro

### EP
- 2006 - Salvador come Salvatore Passaro

### Singoli
- 1994 - Whore
- 1997 - Ma tu felicità
- 1999 - Once Upon a Time in Italy
- 2010 - LazarusFenderDream